# 萨尔瓦多·劳雷尔

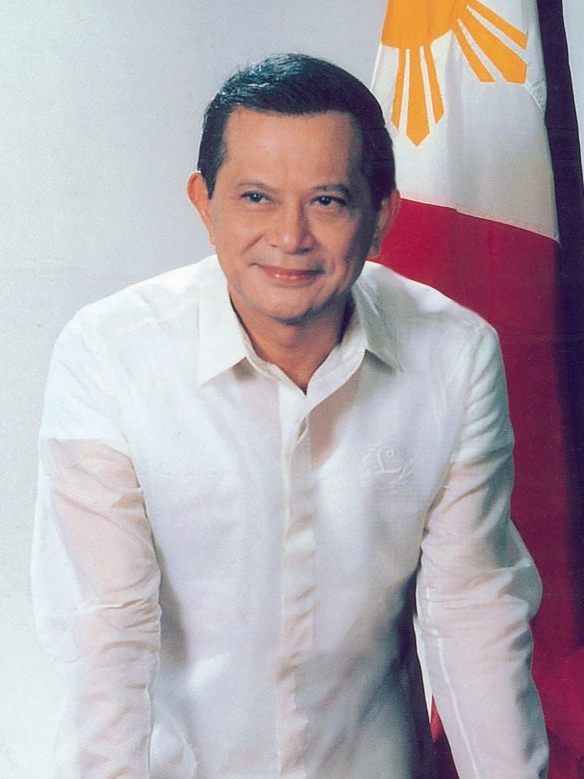
萨尔瓦多·罗曼·伊达尔戈·劳雷尔

萨尔瓦多·罗曼·伊达尔戈·劳雷尔（英語：Salvador Roman Hidalgo Laurel，1928年11月18日—2004年1月27日），是菲律宾的律师、政治家，曾担任菲律賓副總統、菲律宾总理，一般称杜伊·劳雷尔（英語：Doy Laurel），是参与推翻费迪南德·马科斯独裁统治的领导人之一。